# エグモント (劇音楽)
ルートヴィヒ・ヴァン・ベートーヴェンの『エグモント』（Egmont）作品84は、ヨハン・ヴォルフガング・フォン・ゲーテによる1787年の同名の戯曲のための劇付随音楽。現在では序曲のみが単独で演奏されることがほとんどだが、他にソプラノ独唱を伴う曲を含む9曲が作曲されている。

## 概要

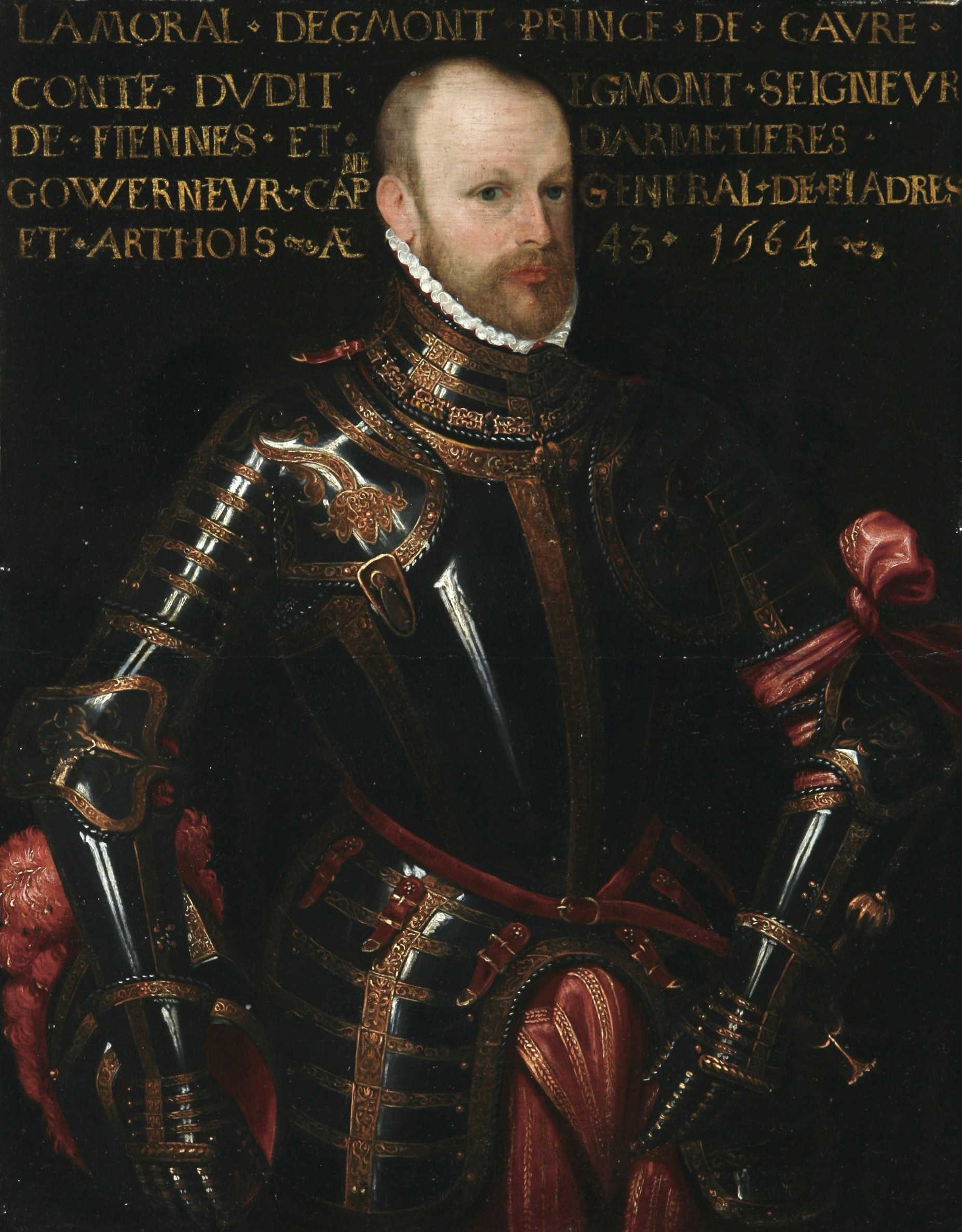
エフモント伯爵ラモラール

1809年、ウィーン宮廷劇場の支配人であるヨゼフ・ハルトルはゲーテとシラーの戯曲に音楽をつけ、一種のオペラのようにして上演する計画を立てた。そして、ゲーテの作品から『エグモント』を選んでベートーヴェンに作曲を依頼した。ちなみに、シラーの作品から選ばれたのは『ヴィルヘルム・テル』であり、こちらはアダルベルト・ギロヴェッツに作曲が依頼された（なお、ベートーヴェンが弟子のカール・チェルニーに語ったところによれば、ベートーヴェンは本当は『ヴィルヘルム・テル』に曲をつけたかったようである）。しかし、敬愛するゲーテの作品ということもあり、否応なしに引き受けた。1809年10月から1810年6月までに作曲され、1810年5月24日にブルク劇場でベートーヴェン自身の指揮で初演された。なお、序曲は初演に間に合わず、6月15日の4回目の公演から付されたと考えられている。
作品の題材は、エフモント（エグモント）伯ラモラールの物語と英雄的行為である。作品中でベートーヴェンは、自らの政治的関心を表明している。圧政に対して力強く叛旗を翻したことにより、死刑に処せられた男の自己犠牲と、とりわけその英雄的な高揚についてである。初演後、この楽曲には称賛の評価がついて回った。とりわけE.T.A.ホフマンがこの作品の詩情を賛えたものが名高く、ゲーテ本人もベートーヴェンは「明らかな天才」であると述べた。

## 曲の構成
付随音楽は以下のような楽曲が含まれ、とりわけリート《太鼓が鳴ると Die Trommel gerühret 》や「クレールヒェンの死」が名高い。
1. 序曲: Sostenuto, ma non troppo - Allegro、ヘ短調→ヘ長調
力強く雄渾多感な序曲は、ベートーヴェン中期の終わりに位置する作品で、序曲《コリオラン》や、2年早く完成された《交響曲 第5番》と同じくらいに有名であり、また作曲様式でも類似点が見られる。
2. リート: "Die Trommel gerühret"（太鼓が鳴ると）
第1幕第3場の民家の場面で、クレールヒェン（クラーレ）が歌うリート。
3. アントラクト: Andante
第1幕の幕が下りると演奏される幕間の音楽。
4. アントラクト: Larghetto
第2幕の幕が下りると演奏される幕間の音楽
5. リート: "Freudvoll und Leidvoll"
第3幕第2場でクレールヒェンが自宅で歌うリート
6. アントラクト: Allegro - Marcia
第3幕の幕が下りると演奏される幕間の音楽
7. アントラクト: Poco sostenuto e risoluto
第4幕の幕が下りきらないうちに演奏される幕間の音楽。下りきらないうちに演奏するのは、第4幕の最後でエグモントが逮捕され、冒頭3小節がその場面の音楽だからである。
8. クレールヒェンの死: Clärchens Tod
第5幕第3場で、クレールヒェンの自宅の場面で演奏される音楽。ここでクレールヒェンが毒をあおって自決する。
9. メロドラマ: "Süßer Schlaf"
第5幕の獄中のエグモントの場で、エグモントのモノローグに続いて演奏される音楽
10. 勝利のシンフォニア: Allegro con brio
エグモントの最後の台詞の後、幕が下り始めると演奏される音楽。序曲のコーダと同一の楽曲であるが、こちらが先に完成されたと言われている。

### 上演について
初演後、「エグモント」が劇として上演された回数は不明（1973年のザルツブルク音楽祭の演劇部門で上演された記録がある）。一方で、劇の内容を語り手が説明し、上演する方法が比較的早い時期から行われていたようである。その際に使う説明文としては、かつてはフランツ・グリルパルツァーらが手がけたものを使用していたが、最近ではゲーテの原作から自由に台詞を抜粋して（ただし、話の流れを無茶苦茶にしない程度）上演する方法も多い。演奏会や録音等での語り手役には俳優などがしばしば起用され、例えば1991年のベルリン・フィルのジルヴェスター・コンサートで演奏されたときは、ブルーノ・ガンツが語り手を務めている。日本では1969年にNHK交響楽団が川久保潔を語り手として上演している。

## 楽器編成（序曲）
フルート2(セカンドがピッコロ持ち替え)、オーボエ2、クラリネット2、ファゴット2、ホルン4、トランペット2、ティンパニ、弦5部。

## 注・出典
1. ↑  1969年5月26日/27日  東京文化会館 指揮 ロブロ・フォン・マタチッチ ソプラノ 砂原美智子 台本 鈴木松子 第527回 NHK交響楽団定期公演